# Andreas Wirz
Johann Andreas Wirz (* 11. April 1766 in Mülheim-Kärlich; † 2. Oktober 1827 in Sankt Goar) war ein kurtrierischer Regierungsrat und preußischer Landrat.

## Leben und Herkunft
Der katholische Andreas Wirz war ein Sohn des Erzbischöflichen Müllers und Schöffen Wilhelm Wirz und dessen Ehefrau Sophia Wirz, geb. Rüntz. Nach Ende seiner schulischen Ausbildung absolvierte er 1788 in Göttingen ein Studium der Rechtswissenschaften. Im Anschluss wurde er Advokat und Assessor am kurtrierischen Gerichtssenat. Während seiner Tätigkeit als Regierungsrat in Ehrenbreitstein wurde er am 16. Mai 1816 landrätlicher Kommissar des Landkreises Sankt Goar. Die Ernennung zum dortigen Landrat erfolgte am 16. Januar 1817 mit Allerhöchster Kabinettsorder (AKO). Nach etwas mehr als 11 Jahren Tätigkeit in Sankt Goar starb Wirz dort im Jahr 1827 während der Ausübung seines Dienstes.

## Familie
Andreas Wirz heiratete am 31. Mai 1796 in Ehrenbreitstein Maria Catharina Susanne Balbiano (* 1775; † 4. Mai 1807 in Ehrenbreitstein), Tochter des Kaufmanns Peter Josef Anton Balbiano und dessen Ehefrau Anna Maria Balbiano, geb. Cremonino.